# 奥河内

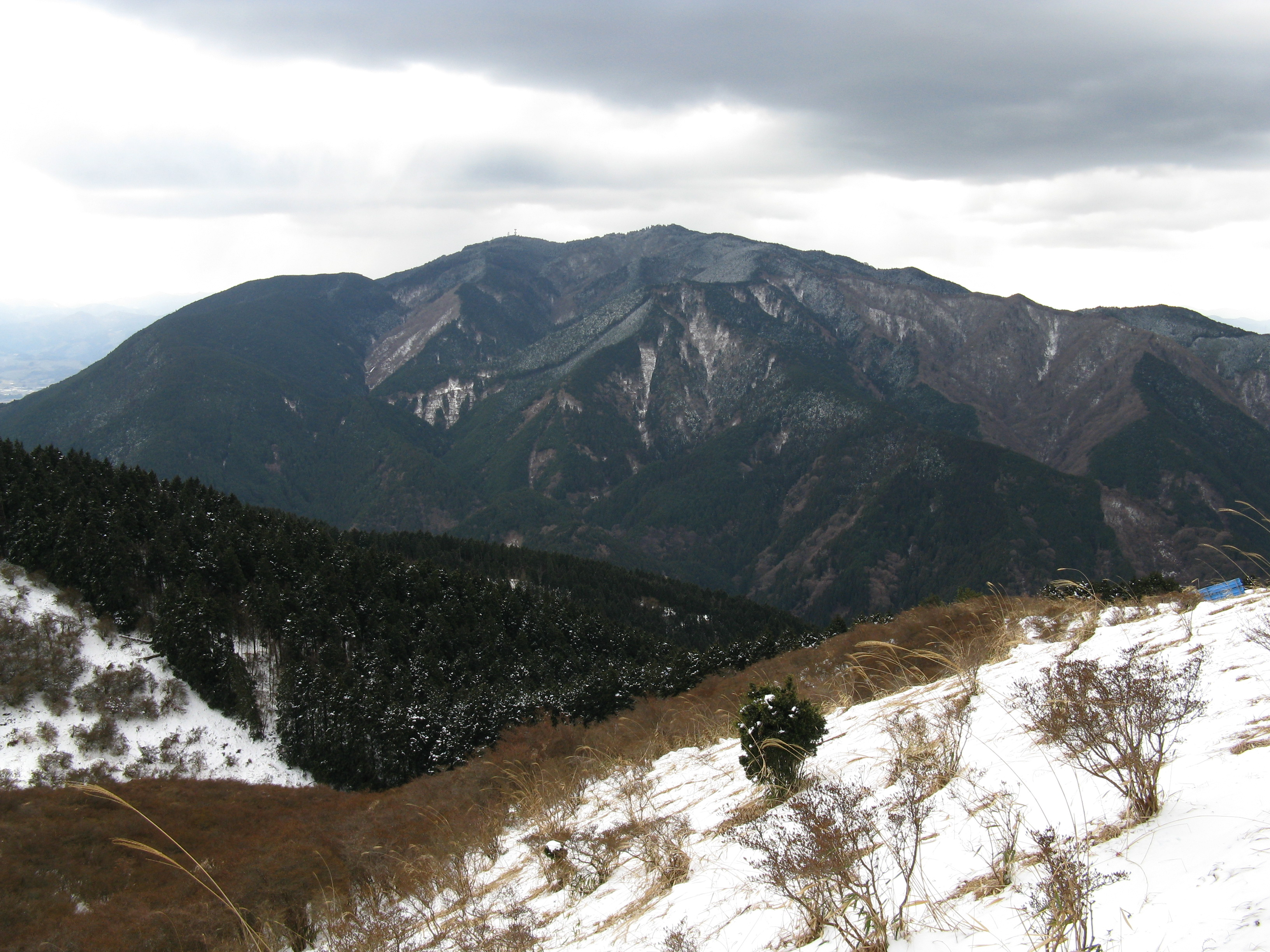
大阪府内最高峰の金剛山

奥河内（おくかわち）は、大阪府南東部に位置する金剛生駒紀泉国定公園の一部である、金剛山地・和泉山脈一帯の観光名称である。一般的に大阪府河内長野市南部と千早赤阪村全域にあたる山麓部を中心としたエリアを指し、広義には河内長野市と千早赤阪村の全域に加え、隣接する富田林市と和泉市の一部が含まれる。キャッチフレーズは「ちかくて、ふかい」。

## 概要
奥河内は、大阪府内において最高峰の金剛山やススキの茅場が広がる岩湧山などを中心とした登山・ハイキング、光滝や荒滝など多くの滝々を有する滝畑四十八滝などで知られる。また、世界遺産高野山まで続く高野街道の宿場町三日市、奈良時代の草創を伝え南朝や楠木氏ともゆかりの深い観心寺や天野山金剛寺など歴史の舞台としての一面を持つ。河内長野市域には各所に行基や空海伝承が残るほか、長野温泉や天見温泉といった天然温泉が湧いていて、温泉地として栄えた歴史がある。
奥河内という名称は近年に普及したもので、行政区分では南河内にあたる（地元では奥河内という呼び方はあまり浸透していない）。しかし、同じ南河内でも、河内長野市北部に広がる平野部やなだらかな丘陵部等に対して、南部に連なる山間部や渓流のように、異なる特色を併せ持っている。そこで、南部の金剛山や岩湧山などの豊かな自然を表現する観光名称として、観光地として名高い奥日光や奥多摩のような「奥」を冠する地名に倣って命名された。その後、全国の市町村で12番目の文化財数を有する河内長野市内の名所旧跡においても注目されるようになり、以前の長野、千早・赤坂、天野、滝畑、天見といった地名を総括する観光名称となった。
このように自然や歴史などの面で数々の見どころを有してはいるが、過去観光地として発展しなかった経緯により、広くには知られてこなかった。近年は、自治体の宣伝とともに大阪都市圏から30分圏内という近さから、日帰り観光地として再注目されつつある。

## 歴史

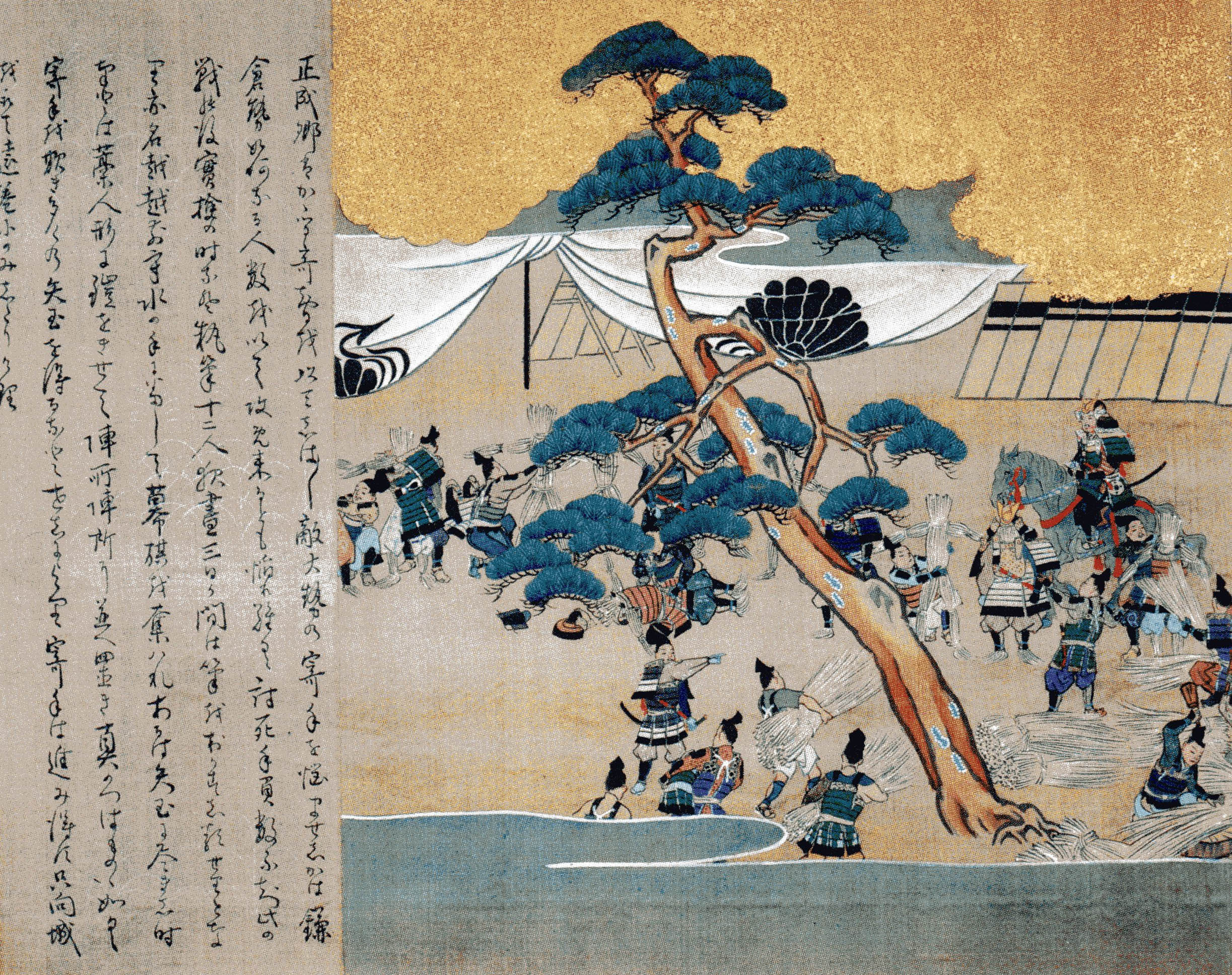
『大楠公一代絵巻』（千早城内でわら人形を作っている光景）/楠妣庵観音寺蔵

奥河内地域の歴史は古く、旧石器時代の三日市遺跡、高向遺跡から国府型ナイフ形石器などが出土している。観心寺と天野山金剛寺は、正確な創建年代は不明ながら奈良時代の草創を伝え、平安時代にはその存在が確認される。その後、平安時代に内大臣藤原忠雅・忠親が長野を通って高野山へ参詣したという記述があり、当時から高野街道が存在していたことがわかる。鎌倉時代には、楠正成が楠木七城（千早城、上赤坂城、下赤坂城など）を築き、元弘の乱の際には千早城の戦い（100日戦争）の舞台にもなった。
その後、4ルートある高野街道が奥河内にて合流することから、高野参詣道の宿場町、温泉地として栄えた。1898年に高野鉄道により長野駅（現在の河内長野駅）が開業されると、多くの旅館が石川沿いに建ち並び、長野遊園地（現在の長野公園）が開業した。しかし、1929年に高野山電気鉄道（現在の南海電気鉄道）が極楽橋駅まで延伸し高野山まで全通すると、次第に観光地としての賑わいが失われていった。
戦後、奥河内の北部では大阪中心部から30分と近いことから数々のニュータウンが各地で開発されるようになり、公共施設や市街地が整備され、地方都市として発展した。その影響で、特に河内長野市中心部では観光地としての機能が損なわれようになったため、1990年代から市を挙げて駅周辺の再整備や高野街道など歴史的景観の保存、豊かな自然環境の景観保全に取り掛かり、観光地としての復興活動が行われた。
現在は、観光案内所がある河内長野駅を中心として各観光名所への路線バスが運行されているほか、案内板の整備などにより、アクセスは以前より比較的容易になっている。

## 主な観光地・景勝地
奥河内の観光地は、大きく分けて「自然の景観」と「歴史の景観」の2つに区分できる。

### 滝畑

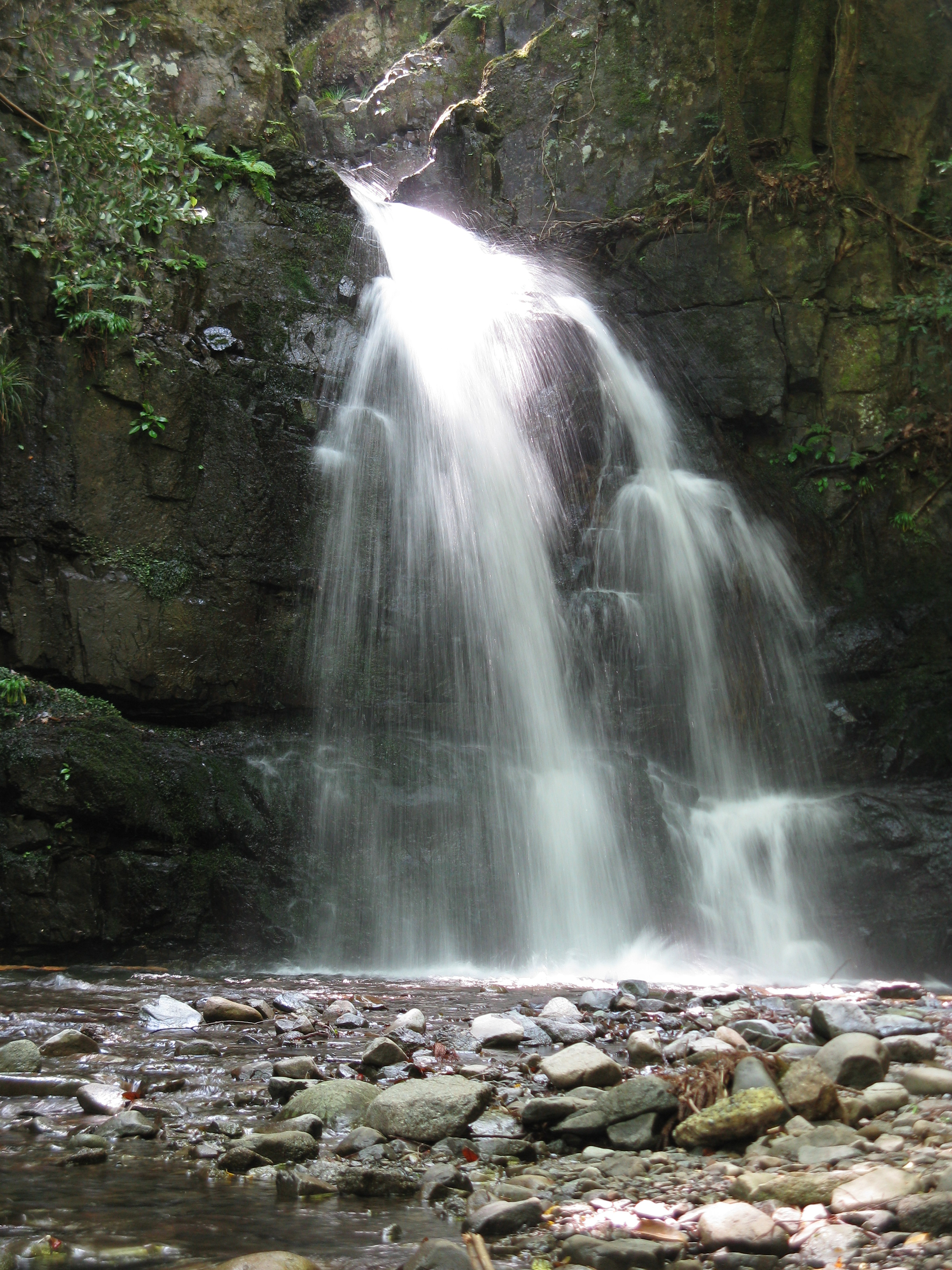
荒滝(滝畑四十八滝)

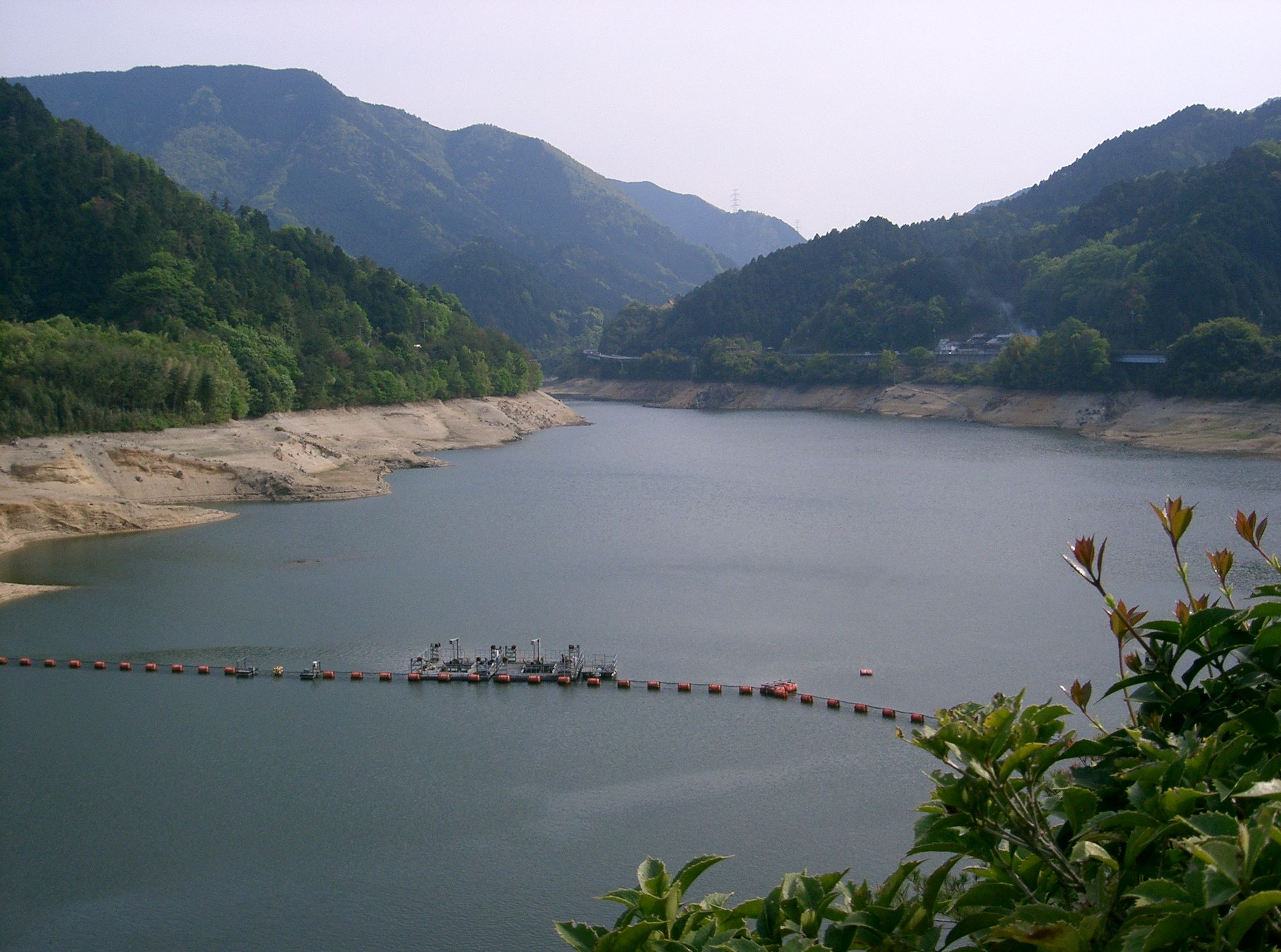
滝畑ダム湖畔

- 滝畑四十八滝（河内長野市）

石川の滝畑ダムより上流にある滝の総称で、有名なものには「光滝」「荒滝」「御光滝」がある。ただし、滝畑ダムより先の府道61号は極狭路が続き、大型車での通行は困難であるため、秘境として知られる。周辺には光滝寺や光瀧寺キャンプ場などがある。（河内長野八景、新河内長野二勝「滝畑四十八滝」）
- 滝畑ダム（河内長野市）

大阪府内最大規模のダムであり、周辺には遊歩道やキャンプ場が整備され、行楽地となっている。特に渡り鳥のオシドリが有名なほか、ダム下流部の右岸の岩壁には地蔵菩薩、観音菩薩の二体の磨崖仏が彫られていることでも知られる。（新河内長野八景「滝畑ダムのオシドリ」）

### 丘陵・山岳

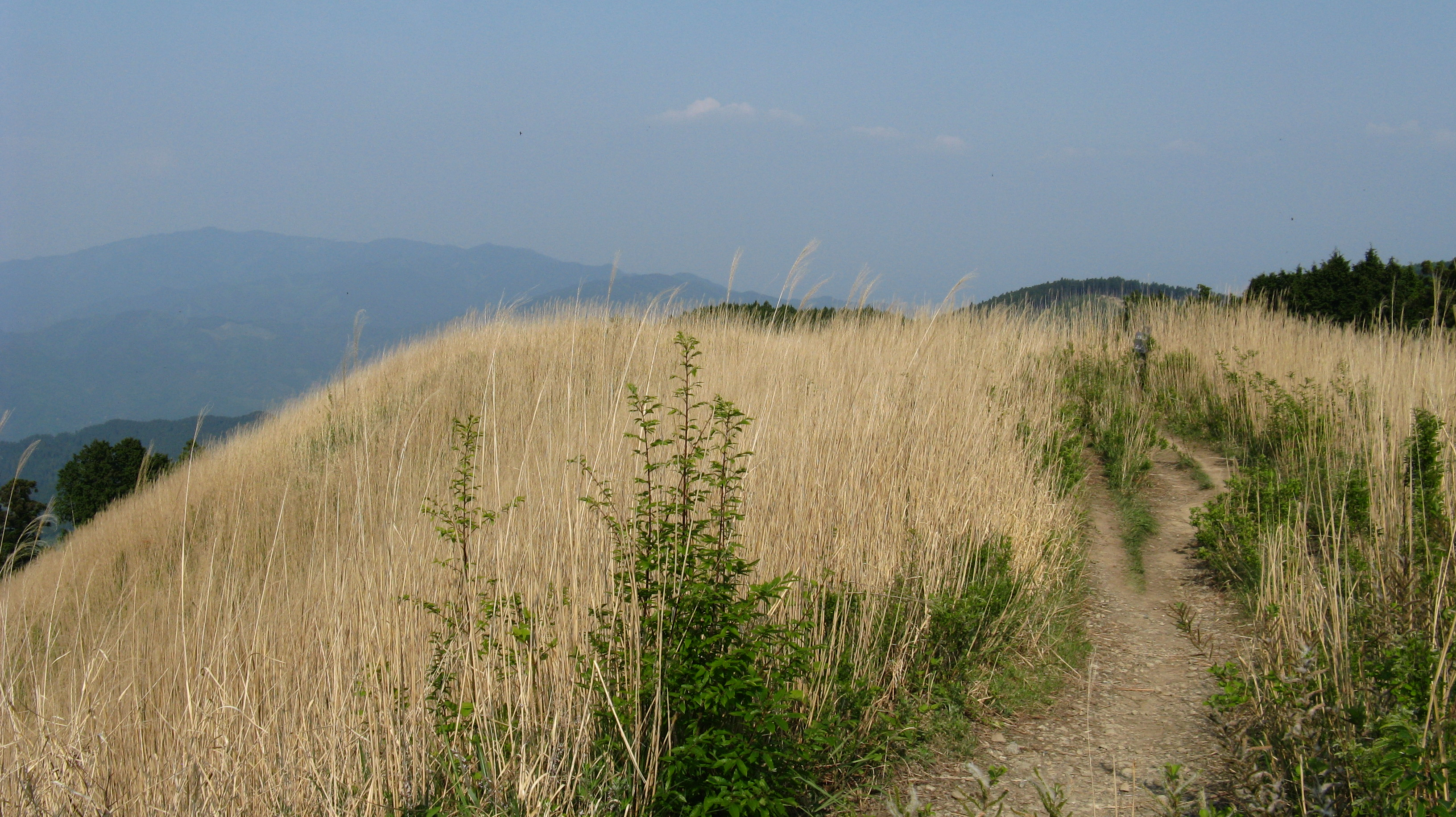
岩湧山山頂の茅場

- 金剛山（千早赤阪村）

大阪府内の最高峰で、金剛山地の主峰である。冬季には近畿地区では珍しい樹氷が見られることで有名。河内長野駅・富田林駅から登山口・ロープウェイまでバスが運行する。役小角や楠木正成ゆかりの地でもあり、楠木七城などの史跡が点在する。
- 岩湧山（河内長野市）

ススキが一面に広がる山で、頂上から広がる景色は絶景としてハイキングの名所となっている。また、ムササビで知られる「岩湧の森四季彩館」などの施設もある。（河内長野八景「岩湧山の雲海」、新河内長野八景「岩湧山頂の花すすき」）
- 槇尾山（和泉市）

「滝畑ダム」バス停付近にハイキングコースが用意されている。ただし山頂は、和泉市槇尾山町に位置する。

### 長野公園

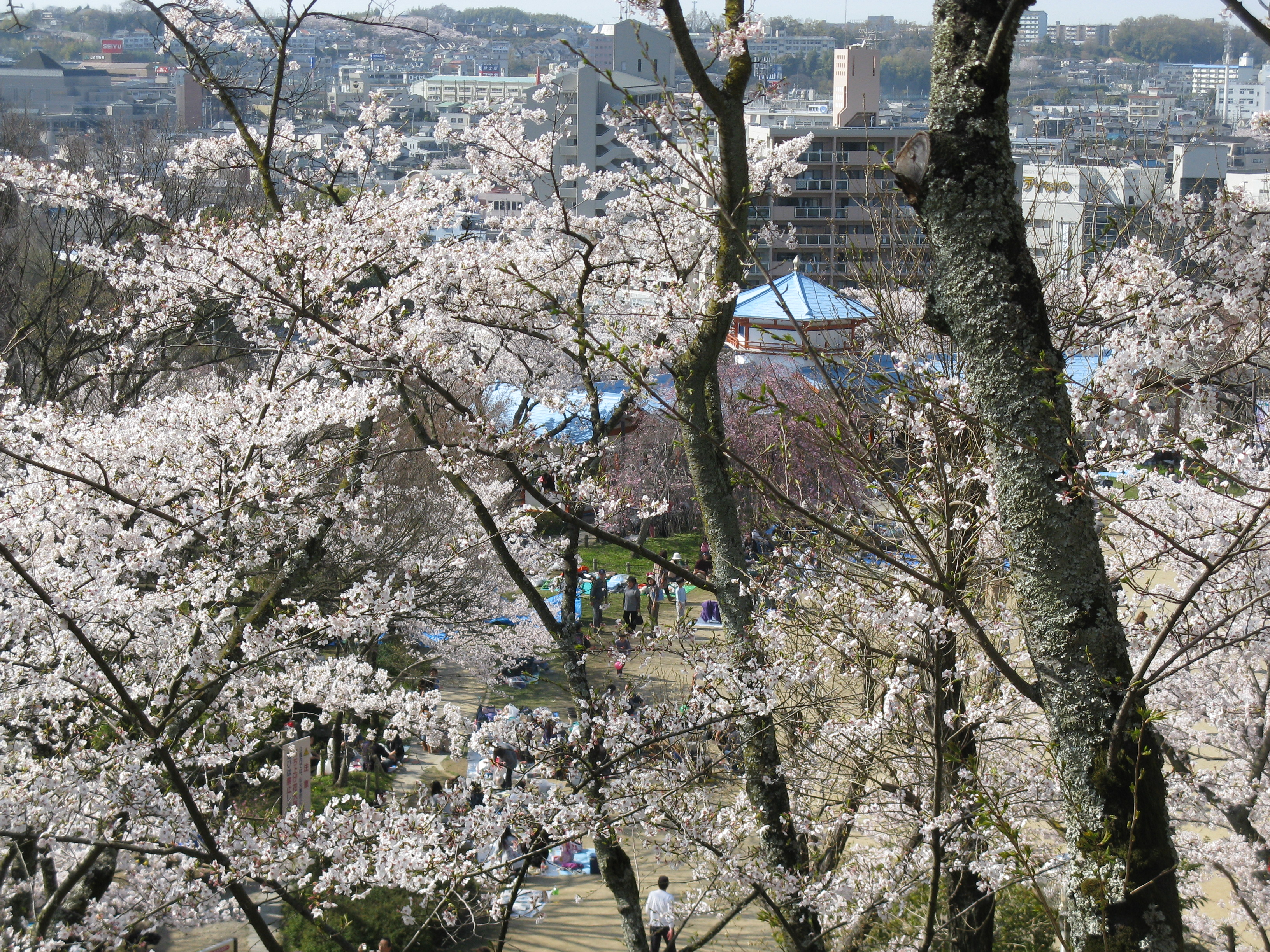
奥河内さくら公園

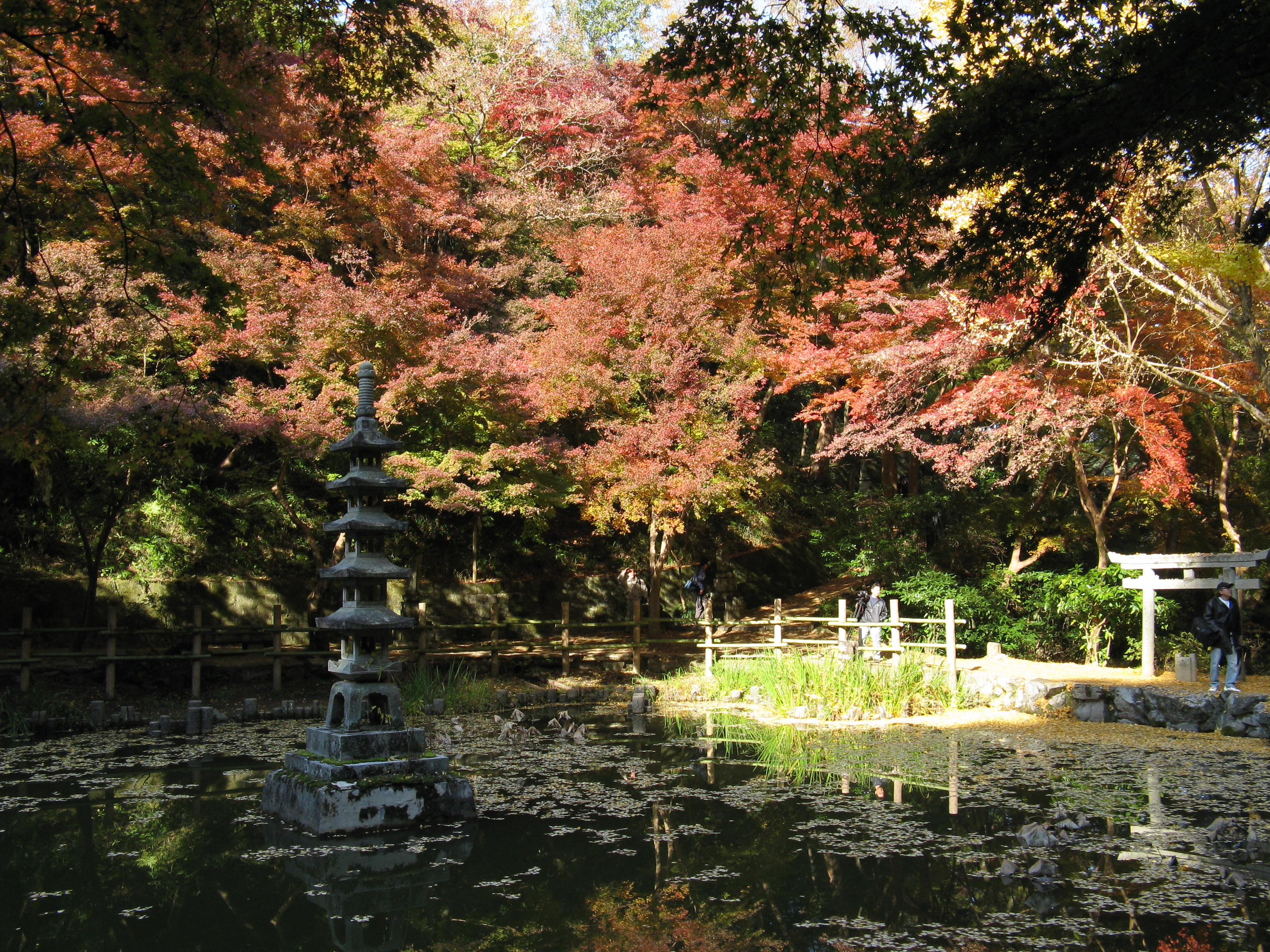
奥河内もみじ公園

長野公園は、以下の5ヶ所の公園で構成している大阪府営の都市公園である。
- 長野地区（奥河内さくら公園）

河内長野駅東に位置し、春になると桜が満開になり、絶好の花見スポットとして知られる。1908年に開園した長野遊園が原型となっている。一般に長野公園と言うと当公園を指すことがある。（新河内長野八景「長野遊園の夜桜」）
- 河合寺地区（奥河内あじさい公園）

5000本ものあじさい園があり、アジサイの名所として知られている。園内には河合寺があるが一般人には開放されていない。
- 延命寺地区（奥河内もみじ公園）

延命寺の周辺に広がり、有数のもみじの名所として知られる。園内には蓮池があり、夏季は千重紅の蓮、秋季は周辺の紅葉が見どころで、さらに上層には赤白のすいれん池がある。
- 観心寺・丸山地区（奥河内楠公の里）

観心寺の周辺に広がっており、園路はハイキングコースとなっている。途中に円形の展望台がある。
- 天野山地区（奥河内天野キャンプの森）

天野山に沿って森林が広がり、またキャンプ場も設置されている。2層式の展望台や天野山金剛寺、すだれ資料館などがある。

### 歴史の景観

#### 高野街道

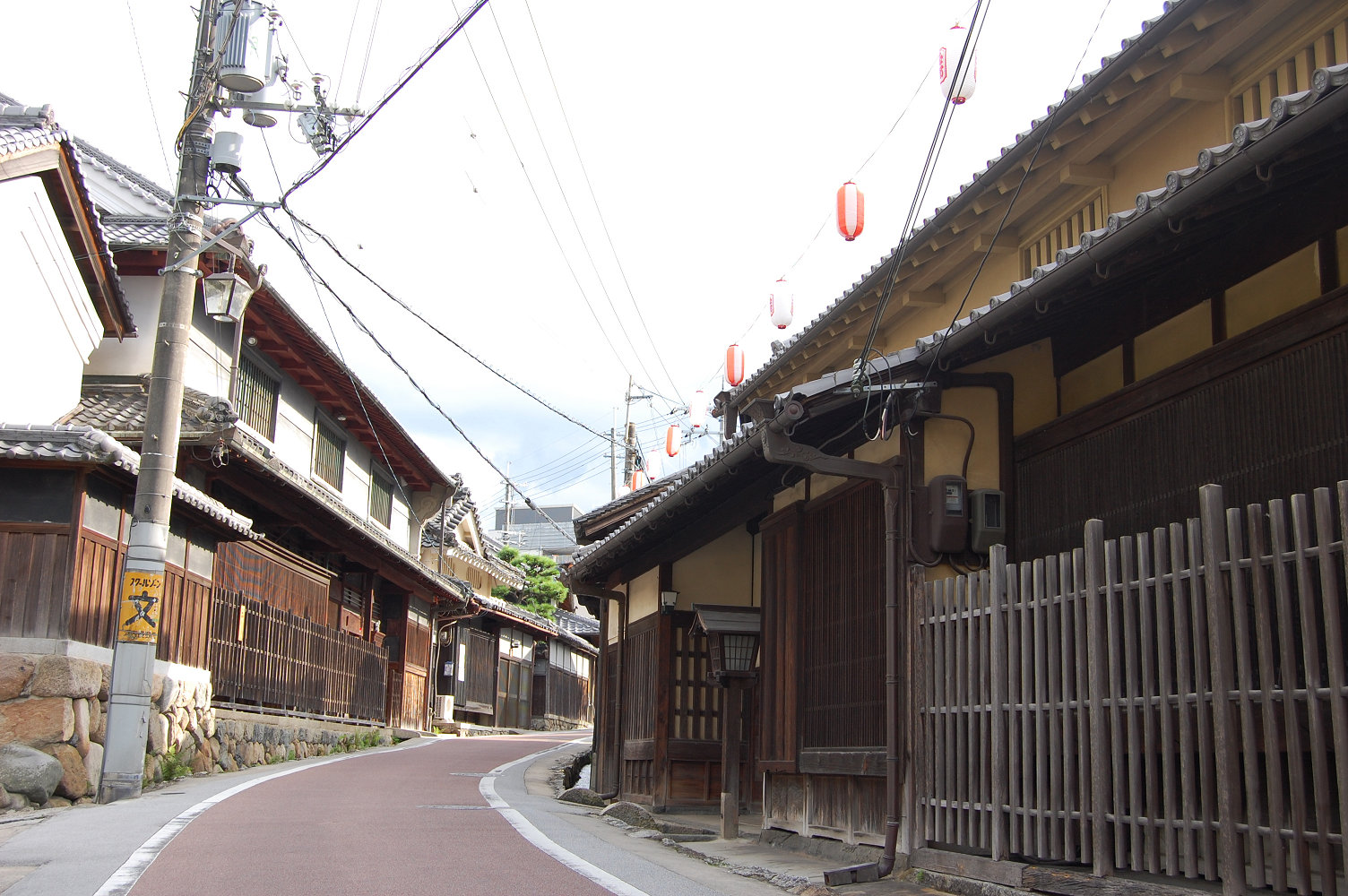
高野街道

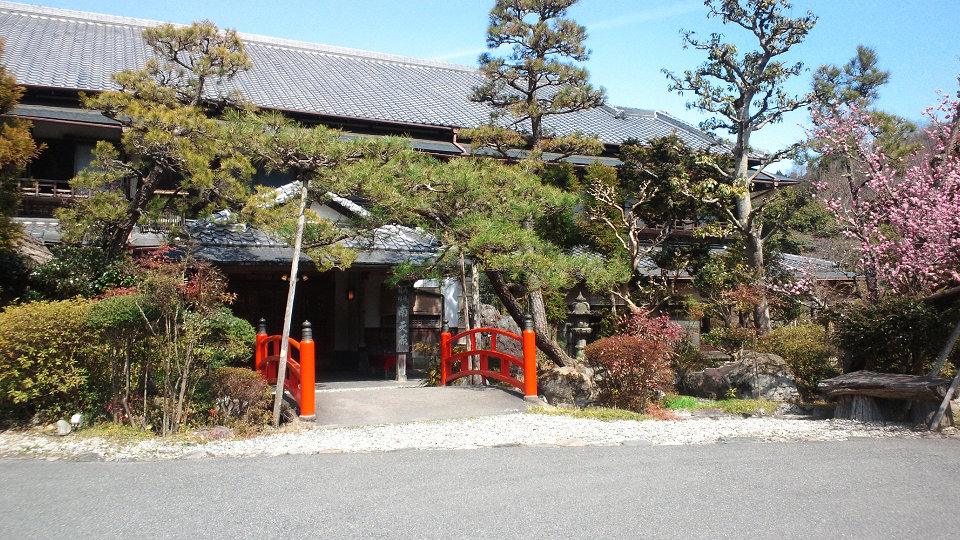
天見温泉 南天苑

- 高野街道（河内長野市）

高野山に参詣するための西高野街道、東高野街道、中高野街道の3つが合流し、一つになる地点（七つ辻など）があり、そこから三日市町駅までの旧高野街道には、酒蔵通りや三日市宿を代表とする街道の歴史的雰囲気を色濃く残すまち並みが現存している。近年では、街道沿いを中心に「高野街道まつり」が各年で開催されている。
- 烏帽子形城址（河内長野市）

上赤坂城の支城として築城した楠木正成の城と伝えられており、南朝や安土桃山時代に活躍し、高野街道等の多くの街道が通る要所として管理していた。城跡は「烏帽子形公園」として遊歩道や展望台が整備されている。敷地は国の史跡に指定されており、烏帽子形八幡神社本殿は重要文化財に指定されている。（河内長野八景「烏帽子城址の松の雪」、新河内長野八景「烏帽子形城址の照葉樹林」）
- 天見温泉（河内長野市）

南北朝時代に流谷八幡神社の宮司が湯治場を開いたのがきっかけであるが、江戸時代に焼失し一度廃湯した。その後の1935年に天見温泉再興の気運が高まり、堺市にあった温泉『大浜潮湯』の別館であった家族湯を移築し、現在の温泉旅館「南天苑」が開業された。日本銀行本店や浜寺公園駅などを設計した建築家辰野金吾が設計した本館は登録有形文化財に登録されている。（新河内長野二勝「天見郷の実南天」）
- 長野温泉（河内長野市）

高野街道の宿場町として昭和初期に温泉地として発達したが、その後衰退し多くの旅館が民家となった。現在の旧温泉街は石川沿いを中心に一部が飲食店として残っている。現在も営業している温泉ホテルには「河内長野荘」がある。

#### 名所旧跡

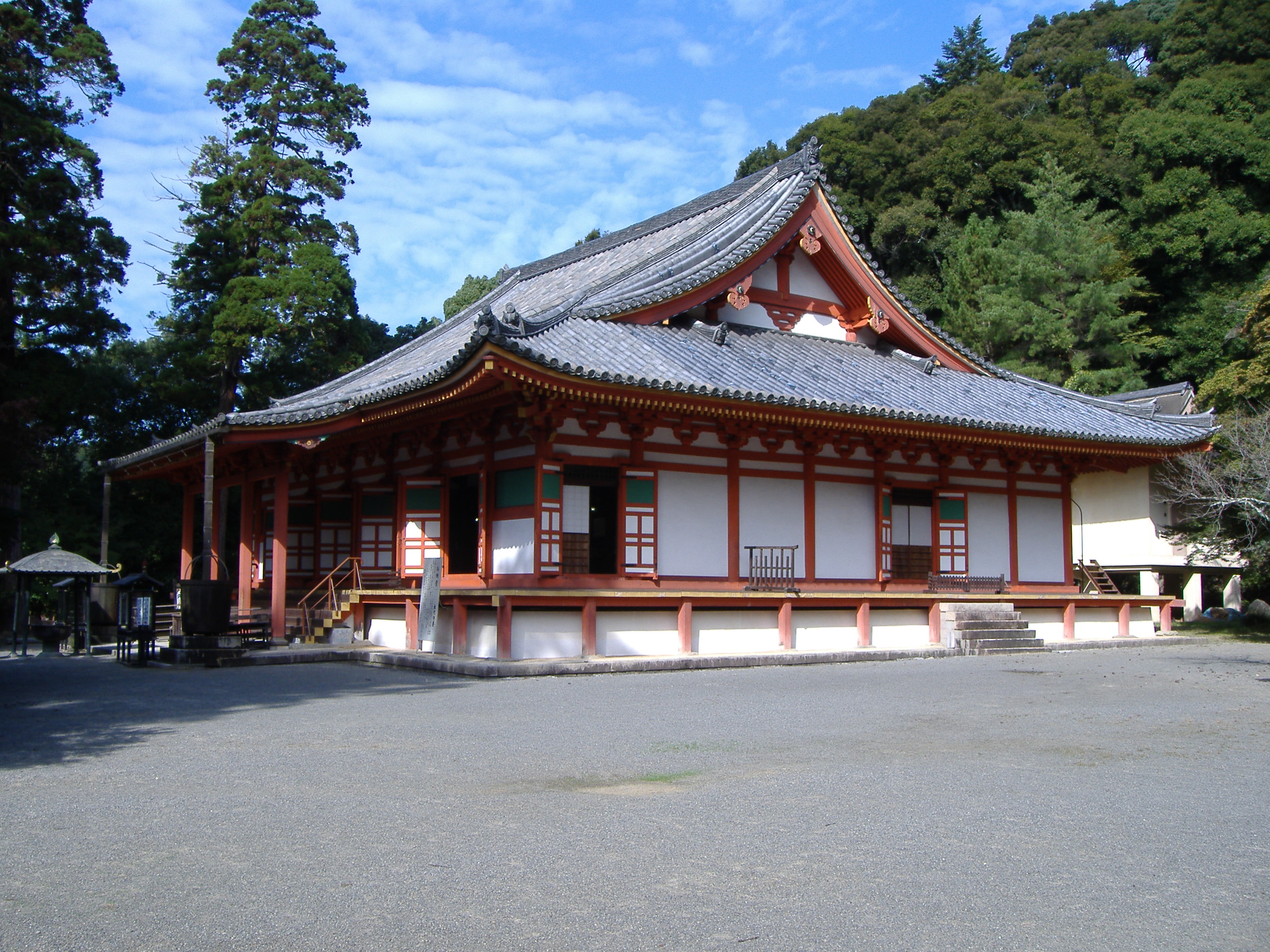
観心寺

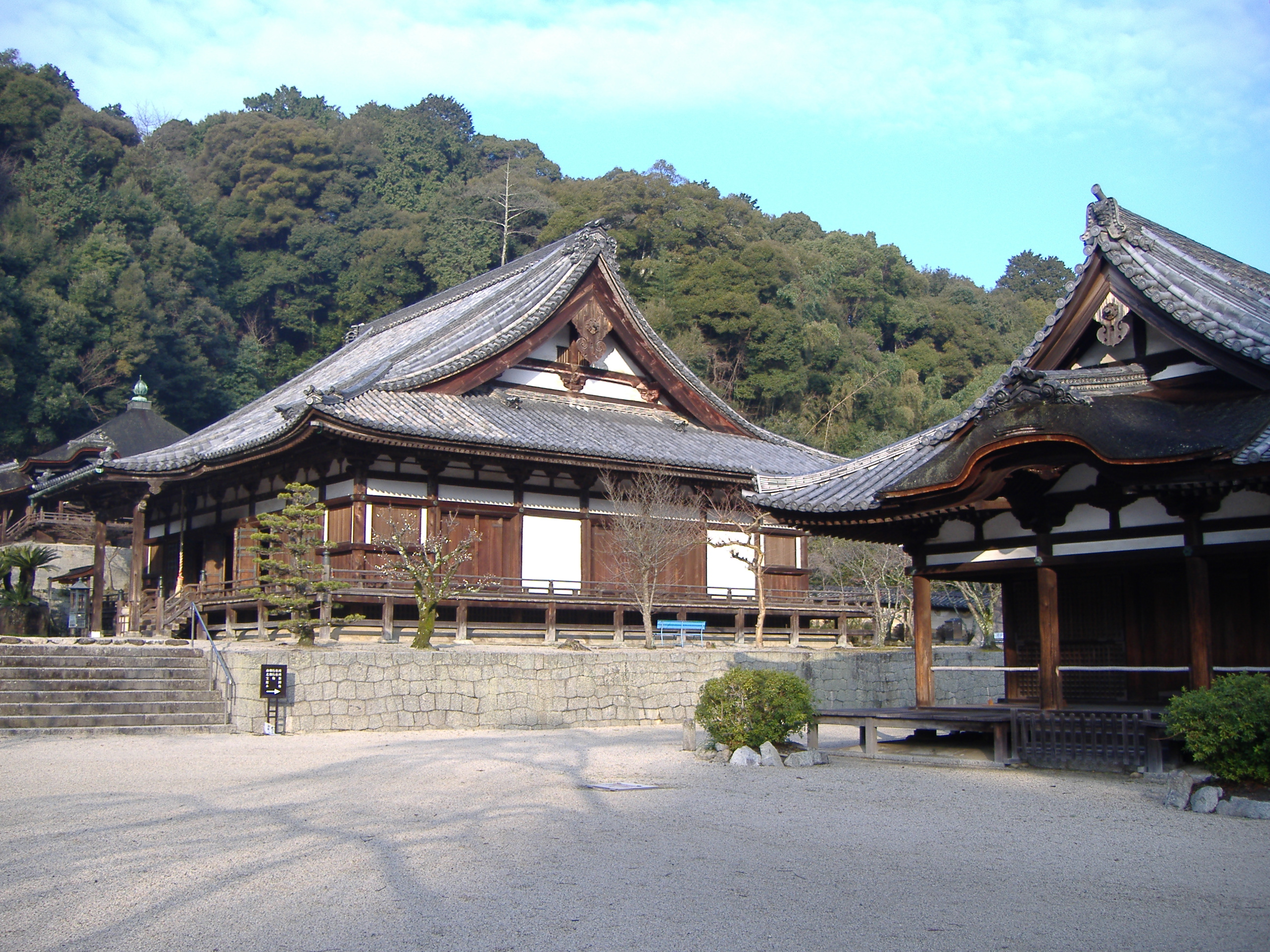
天野山金剛寺

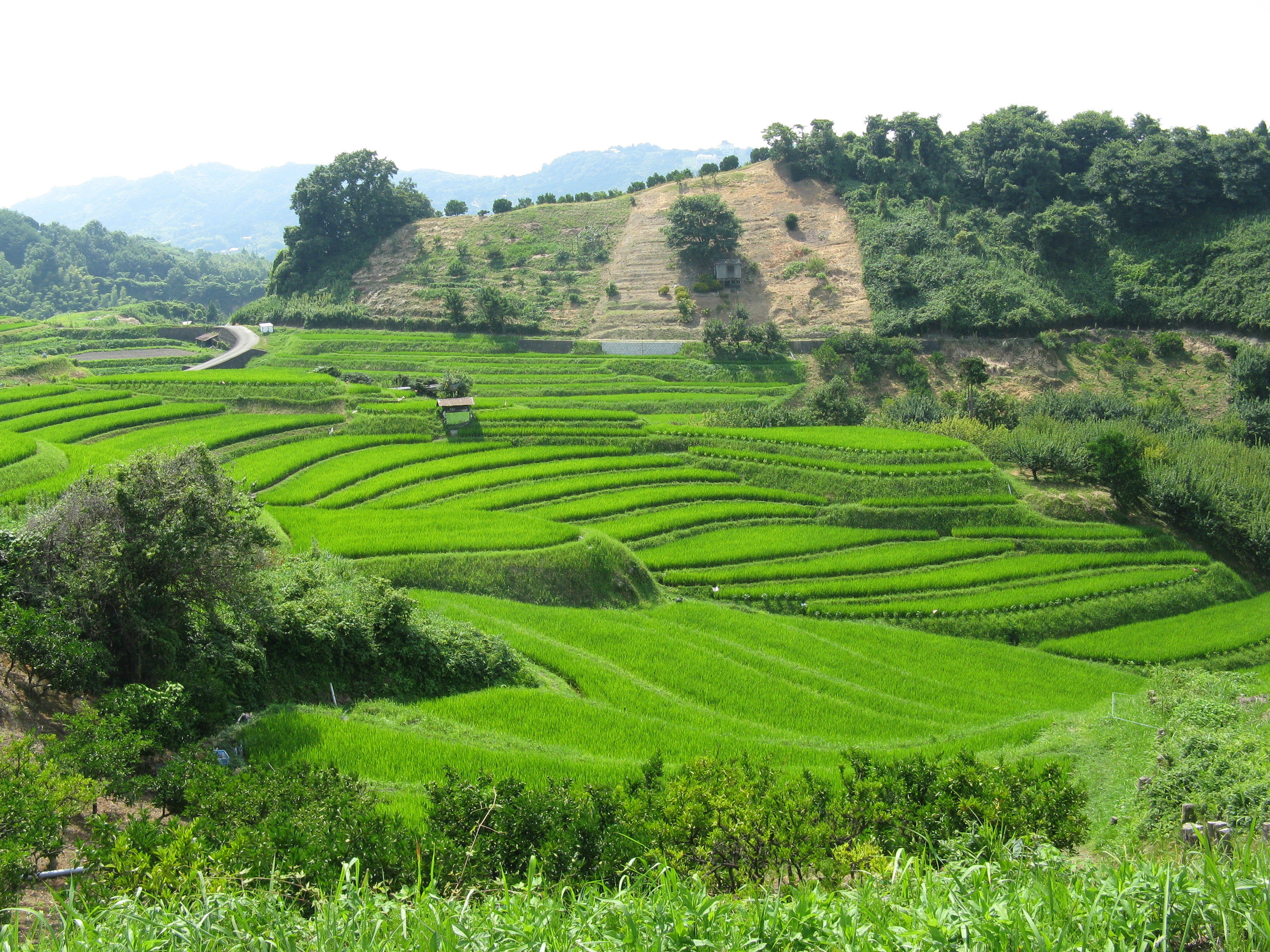
下赤坂（日本の棚田百選）

- 観心寺（河内長野市）

役行者の開創を伝え、本尊如意輪観音像は平安時代初期、9世紀の作品である。平安時代に空海が厄除けのため北斗七星に祈願したという言い伝えから、唯一日本で北斗七星を祭っている。金堂、木造如意輪観音坐像（ともに国宝）など多くの文化財が残されている。近辺は長野公園観心寺・丸山地区に指定されている。新西国三十三箇所のひとつ。（河内長野八景「観心寺の寒梅」、新河内長野八景「観心寺の金堂」）
- 天野山金剛寺（河内長野市）

奈良時代に行基が開いたとの伝承を有し、平安時代末期に再興されている。楠木正成との関係が深く、また国宝の『延喜式』写本など貴重な文化財が多く残されている。近辺は長野公園天野地区に指定されている。新西国三十三箇所のひとつ。（河内長野八景「天野山の観月」、新河内長野八景「天野山金剛寺の秋月」）
- 延命寺（河内長野市）

伝承によれば空海が地蔵菩薩の石像を刻み安置したのが草創とされている。樹齢約1000年の「夕照もみじ」と呼ばれる天然記念物の楓がある。近辺は長野公園延命寺地区に指定されている。（河内長野二勝「延命寺の紅葉」、新河内長野八景「延命寺の紅葉山」）
- 千早城址（千早赤阪村）

鎌倉時代末期より南北朝時代に存在した楠木正成の城であり、四方を絶壁に囲まれ要塞堅固を誇ったといわれる連郭式山城である。国の史跡に指定されている。日本100名城に選ばれている。
- 下赤坂城址（千早赤阪村）

鎌倉時代末期より南北朝時代に存在した楠木正成の城であり、日本の棚田百選にも選ばれた美しい棚田の風景が広がる。国の史跡に指定されている。
- 楠木七城（千早赤阪村、河内長野市、富田林市）

先述のほかに龍泉寺城（嶽山城）・金胎寺城がある。

### 遊園施設

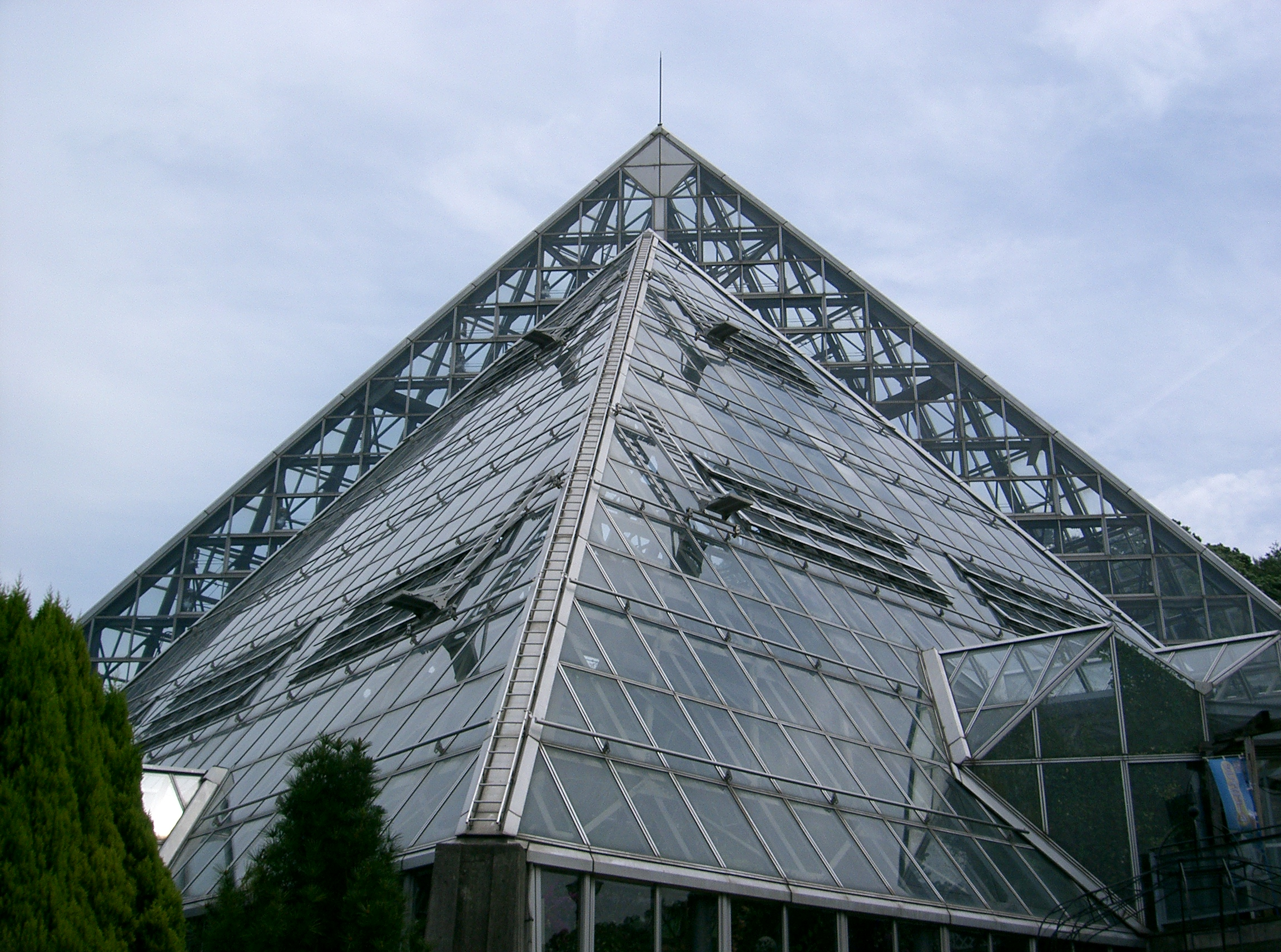
花の文化園 大温室

- 関西サイクルスポーツセンター（河内長野市）

自転車をテーマにした遊園地であり、金剛生駒紀泉国定公園の豊かな自然をサイクリングするなどのスポーツアトラクション系、800台もの「変わり種自転車」を乗り回せるサイクルアトラクション系などがある。また、アニメによるCM放送がされていることでも知られる。
- 花の文化園・奥河内くろまろの郷（河内長野市）

大阪府が指定管理者制度で運営する植物園で、敷地に植えられたさまざまな種類の花を鑑賞できる。ピラミッド形の大温室には、寒さに弱い熱帯植物や乾燥帯植物などが中に植えられている。付近には、「道の駅」に指定された奥河内くろまろの郷が所在。「奥河内ビジターセンター」、地産地消型レストラン、JA大阪南の直売所などが並んでいるほか、奥河内エリアを巡るサイクリングの拠点や、花の文化園への交通の拠点としても活用されている。
- 寺ヶ池公園（河内長野市）

寺ヶ池周辺にある総合公園で噴水や広場、野球場、プールなどの4つのエリアを中心に遊歩道が設置されている。（河内長野二勝「寺ヶ池の夕映」、新河内長野八景「寺ヶ池公園の借景」）

## ハイキング・登山コース
奥河内を起点とする主なコースについて挙げる。詳細については各対象のページを参照。

### 金剛山
金剛山登山口バス停
- 登山本道1（千早本道）：　登山口- 楠氏の墓 - のろし台 - 楽な道・近道 - 山頂
- 登山本道2：登山口 - 千早城址 - 千早神社 - （登山本道に合流）
- 黒とが谷ルート：登山口 - セト - 山頂

金剛山ロープウェイ前バス停
- 伏見峠ルート：百ヶ辻 - 念仏坂 - 伏見峠 - （金剛山山頂道路に合流）
- 久留野峠ルート：ロープウェイ下 - 久留野峠 - （ダイヤモンドトレールに合流）
- 五條林道：五條林道入り口 - 千早峠 - （ダイヤモンドトレールに合流）

千早赤阪村森屋
- 水分道：森屋 - アシ谷分岐 - 青崩道分岐 - セト - 山頂
- 下赤坂城趾：森屋 - 甲取坂 - 下赤坂城趾
- 上赤坂城趾：森屋 - 二河原邊 - 上赤坂城趾
- 坊領ルート：上赤坂城趾 - 猫路山城趾 - 坊領城趾 - セト

金剛山頂周辺
- 金剛山山頂道路：伏見峠 - 山頂
- 金剛山遊歩道：ロープウェイ山頂 - 山頂
- ダイヤモンドトレール：久留野峠 - 一の鳥居

### 岩湧山
- モデルコース：滝畑ダムバス停 - カキザコ - 岩湧山頂
- 神納コース：南青葉台口バス停・神納バス停 - 行司河原分岐 - 岩湧寺 - いわわきの道分岐 - 山頂
- 天見コース：天見駅 - 流谷 - 行司河原分岐 - （神納コースに合流）

### 槇尾山
- 河内長野駅 - 滝畑ダムバス停 - 新関屋橋 - ボテ峠 - 槇尾山頂（施福寺）

### 高野街道
- 高野街道：長野 - 西篠合資会社旧店舗主屋 - 烏帽子形城址 - 八木家住宅主屋 - 三日市宿 - 八里石 - 石仏寺 - 七里石 - 天見温泉[3]
- 東高野街道
- 西高野街道

## 交通アクセス

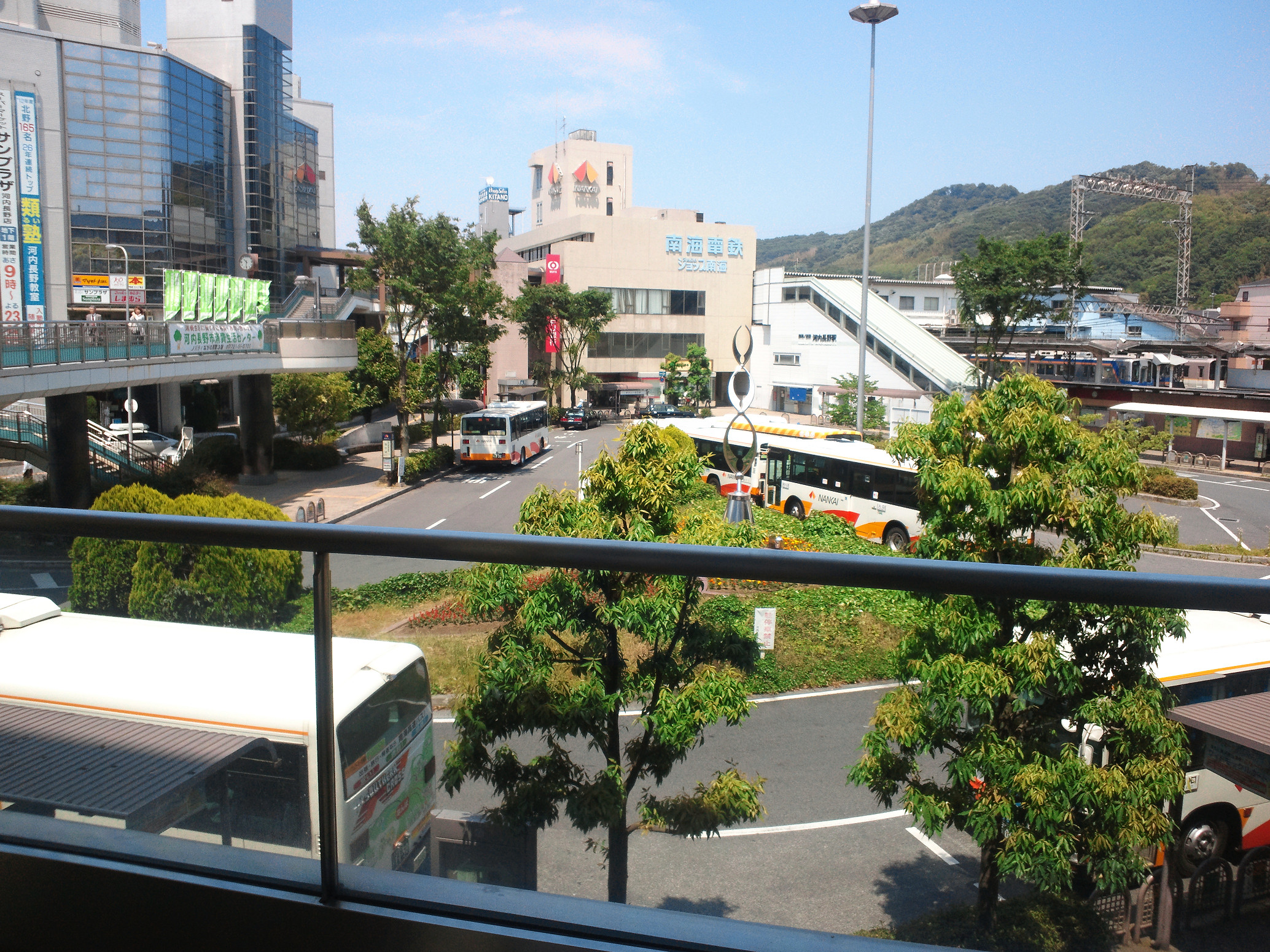
南海・近鉄河内長野駅

奥河内の玄関口となる駅は河内長野駅である。河内長野駅には南海難波駅から南海高野線で30分、近鉄阿部野橋駅から近鉄南大阪線、近鉄長野線で約40分で到着できる。新大阪駅、大阪駅からは地下鉄御堂筋線で難波乗り換え、JR環状線乗り換えの場合は新今宮駅からアクセスできる。
関西国際空港からは河内長野駅行きのリムジンバス「Sorae」が運行されている。
自動車では大阪外環状線(国道170号)や国道309号で到着できる。
- 南阪奈道路羽曳野ICから約13分。
- 阪和自動車道美原北ICから約20分、美原南ICから約17分
- 阪神高速松原線三宅出入口から約30分

河内長野駅から各観光名所へは南海バスの路線が運行されており、奥河内エリアの1日フリーパス「河内長野・千早赤阪ワイドモックルカード」も販売されている。
バス路線の詳細は河内長野駅を参照。

## 外部サイト
- 奥河内公式サイト（河内長野市観光協会）
- 河内長野市観光協会
- 千早赤阪村観光協会
- 金剛山登山道情報